# قائمة بالمجلات الطبية
يتم نشر المجلات الطبية بانتظام لإيصال الأبحاث الجديدة للأطباء وعلماء الطب الحيوي وغيرهم من العاملين في مجال الرعاية الصحية. تسرد هذه المقالة المجلات العلميةالتي تركز على ممارسة الطب أو أي تخصص طبي. تم سرد المجلات أبجديًا حسب اسم المجلة، كما تم تجميعها حسب المجال الفرعي للطب الذي تركز عليه.
يمكن العثور على المجلات الخاصة بمجالات الرعاية الصحية الأخرى في قائمة مجلات الرعاية الصحية.

## المجلات بالاسم
| الاسم                                                       | تخصص                                                    | الناشر                                                          | اللغة                             | تواريخ النشر   |
| ----------------------------------------------------------- | ------------------------------------------------------- | --------------------------------------------------------------- | --------------------------------- | -------------- |
| مجله النيل لعلوم المسنين                                    | علوم المسنين                                            | معهد دراسات علوم المسنين                                        | الإنجليزية/ العربيه               | 2018 –حتى الان |
| طب الطوارئ الأكاديمي                                        | أبحاث طب الطوارئ والتعليم والتدريب                      | جمعية طب الطوارئ الأكاديمية                                     | الإنجليزية                        | 1989- حتى الآن |
| الطب الأكاديمي                                              | الطب الأكاديمي                                          | رابطة الكليات الطبية الأمريكية                                  | الإنجليزية                        | 1926- حتى الان |
| المجلة الكوبية للمعلومات حول العلوم الصحية                  | المعلوماتية الصحية                                      | المركز الوطني للمعلومات حول العلوم الطبية في كوبا               | الإسبانية                         | 1993- حتى الآن |
| اكتا انيسثيسيولوجيكا اسكندنافيا                             | التخدير، وحدة العناية المركزة                           | الجمعية الاسكندنافية للتخدير وطب العناية المركزة                | الإنجليزية                        | 1957- حتى الان |
| أكتا ميديكا بورتوغيزا                                       | طب                                                      | الرابطة الطبية البرتغالية                                       | البرتغالية                        | 1979- حتى الان |
| اكتا نيورولوجيكا اسكندنافيكا                                | علم الأعصاب                                             | وايلي بلاكويل                                                   | الإنجليزية                        | 1925- حتى الان |
| Acta Orthopaedica et Traumatologica Turcica                 | طب العظام                                               | الجمعية التركية لجراحة العظام والكسور                           | الإنجليزية                        | 1962 حتى الان- |
| اكتا لجراحة الأنف و الأذن و الحنجرة                         | طب الأنف والأذن والحنجرة                                | مجموعة تايلور وفرانسيس                                          | الإنجليزية                        | 1918–حتى الان  |
| اكتا للأطفال                                                | طب الأطفال                                              | وايلي بلاكويل                                                   | الإنجليزية                        | 1921–حتى الان  |
| اكتا الاسكندنافية للطب النفسي                               | الطب النفسي                                             | وايلي بلاكويل                                                   | الإنجليزية                        | 1926–حتى الان  |
| اكتا للطب الاشعاعي                                          | الأشعة                                                  | منشورات SAGE                                                    | الإنجليزية                        | 1921–حتى الان  |
| التقدم في العلاج                                            | الطب السريري                                            | علوم سبرينغر+وسائل الاعلام التجارية                             | الإنجليزية                        | 1984–حتى الان  |
| المجلة الأفريقية لجراحة الأطفال                             | جراحة                                                   | منشورات Medknow                                                 | الإنجليزية                        | 2004–حتى الان  |
| متلازمة نقص المناعة المكتسبة                                | متلازمة نقص المناعة المكتسبة                            | ليبينكوت ويليامز وويلكنز                                        | الإنجليزية                        | 1987–حتى الان  |
| علم الصيدلة الغذائية والمداواة                              | علم العقاقير                                            | وايلي بلاكويل                                                   | الإنجليزية                        | 1987–حتى الان  |
| مرض الزهايمر والاضطرابات المرتبطة به                        | مرض الزهايمر                                            | ليبينكوت ويليامز وويلكنز                                        | الإنجليزية                        | 1987–حتى الان  |
| أبحاث وعلاج مرض الزهايمر                                    | مرض الزهايمر                                            | مركز بيوميد                                                     | الإنجليزية                        | 2009–حتى الان  |
| طبيب الاسره الامريكي                                        | طب الأسرة                                               | الأكاديمية الأمريكية لأطباء الأسرة                              | الإنجليزية                        | 1969–حتى الان  |
| المجلة الأمريكية لمرض الزهايمر وأمراض الخرف الأخرى          | علم الأعصاب                                             | منشورات SAGE                                                    | الإنجليزية                        | 1986–حتى الان  |
| المجلة الأمريكية لطب الطوارئ                                | طب الطوارئ                                              | إلسفير                                                          | الإنجليزية                        | 1983–حتى الان  |
| المجلة الأمريكية لأمراض الجهاز الهضمي                       | أمراض الجهاز الهضمي                                     | مجموعة نيتشر للنشر                                              | الإنجليزية                        | 1934–حتى الان  |
| المجلة الأمريكية للوراثة الطبية                             | علم الوراثة                                             | وايلي ليس                                                       | الإنجليزية                        | 1977–حتى الان  |
| المجلة الأمريكية للعلوم الطبية                              | الطب                                                    | ليبينكوت ويليامز وويلكينز                                       | الإنجليزية                        | 1820–حتى الان  |
| المجلة الأمريكية لطب النسائية و التوليد                     | علم النسائية والتوليد                                   | إلسفير                                                          | الإنجليزية                        | 1920–حتى الان  |
| الجريدة الامريكية للصحة العامة                              | الصحة العامة                                            | جمعية الصحة العامة الأمريكية                                    | الإنجليزية                        | 1911–حتى الان  |
| المجلة الأمريكية لطب الجهاز التنفسي والعناية الحرجة         | عناية حرجة                                              | جمعية أمراض الصدر الأمريكية                                     | الإنجليزية                        | 1917–حتى الان  |
| المجلة الأمريكية لعلم الاشعة                                | علم الأشعة                                              | جمعية رونتجن راي الأمريكية                                      | الإنجليزية                        | 1908–حتى الان  |
| المجلة الأمريكية لعلم الأمراض الجراحي                       | الجراحة وعلم الأمراض                                    | ليبينكوت ويليامز وويلكنز                                        | الإنجليزية                        | 1977–حتى الان  |
| المجلة الأمريكية للبحوث المترجمة                            | طب                                                      | مؤسسة القرن الإلكتروني للنشر                                    | الإنجليزية                        | 2009–حتى الان  |
| المجلة الأمريكية لزراعة الأعضاء                             | زراعة الأعضاء                                           | وايلي بلاكويل                                                   | الإنجليزية                        | 2001–حتى الان  |
| المجلة الأمريكية لطب المناطق الحارة وصحتها                  | طب المناطق الحارة                                       | الجمعية الأمريكية لطب المناطق الحاره و صحتها                    | الإنجليزية                        | 1921–حتى الان  |
| تخدير                                                       | علم التخدير                                             | وايلي بلاكويل                                                   | الإنجليزية                        | 1946–حتى الان  |
| علم التخدير                                                 | علم التخدير                                             | ليبينكوت ويليامز وويلكينز                                       | الإنجليزية                        | 1940–حتى الان  |
| انجل لاطباء تقويم الاسنان                                   | تقويم الأسنان                                           | ألين للصحافة                                                    | الإنجليزية                        | 1931–حتى الان  |
| سجلات تخدير القلب                                           | علم التخدير                                             | منشورات Medknow                                                 | الإنجليزية                        | 1998–حتى الان  |
| سجلات طب الطوارئ                                            | طب الطوارئ                                              | موسبي                                                           | الإنجليزية                        | 1972–حتى الان  |
| سجلات طب الأسرة                                             | طب الأسرة                                               | حوليات طب الاسرة                                                | الإنجليزية                        | 2003–حتى الان  |
| سجلات علم الأحياء البشري                                    | علم الأحياء السكاني                                     | مجموعة تايلور وفرانسيس                                          | الإنجليزية                        | 1974–حتى الان  |
| سجلات علم الوراثة البشرية                                   | علم الوراثة البشرية                                     | جون وايلي وأولاده                                               | الإنجليزية                        | 1925–حتى الان  |
| سجلات الطب الباطني                                          | الطب الباطني                                            | الكلية الأمريكية للأطباء                                        | الإنجليزية                        | 1927–حتى الان  |
| سجلات الطب                                                  | الطب الباطني                                            | مجموعة تايلور وفرانسيس                                          | الإنجليزية                        | 1969–حتى الان  |
| سجلات أمراض القلب للأطفال                                   | طب الأطفال وأمراض القلب                                 | منشورات Medknow                                                 | الإنجليزية                        | 2008–حتى الان  |
| سجلات العلاج الدوائي                                        | علم الادوية                                             | منشورات SAGE                                                    | الإنجليزية                        | 1967–حتى الان  |
| سجلات الطب الطبيعي وإعادة التأهيل                           | إعادة تأهيل                                             | إلسفير                                                          | الإنجليزية                        | 1982–حتى الان  |
| سجلات جراحة التجميل                                         | جراحة تجميلية                                           | ليبينكوت ويليامز وويلكينز                                       | الإنجليزية                        | 1978–حتى الان  |
| سجلات الكلية الملكية للجراحين في إنجلترا                    | جراحة                                                   | الكلية الملكية للجراحين في إنجلترا                              | الإنجليزية                        | 1947–حتى الان  |
| سجلات الجراحة                                               | جراحة                                                   | ليبينكوت ويليامز وويلكينز                                       | الإنجليزية                        | 1885–حتى الان  |
| المراجعة السنوية لبيولوجيا السرطان                          | علم الأورام                                             | المراجعات السنوية                                               | الإنجليزية                        | 2017–حتى الان  |
| المراجعة السنوية للطب                                       | طب                                                      | المراجعات السنوية                                               | الإنجليزية                        | 1950–حتى الان  |
| سجلات أمراض الطفولة                                         | طب الأطفال                                              | المجلة الطبية البريطانية                                        | الإنجليزية                        | 1926–حتى الان  |
| سجلات هشاشة العظام                                          | صحة العظم                                               | شبغنكا                                                          | الإنجليزية                        | 2006–حتى الان  |
| تصلب الشرايين والجلطة، وعلم الاحياء الأوعية الدموية         | بيولوجيا الأوعية الدموية                                | ليبينكوت ويليامز وويلكينز                                       | الإنجليزية                        | 1981–حتى الان  |
| سجلات القلب والأوعية الدموية والصدر الآسيوية                | طب القلب                                                | منشورات SAGE                                                    | الإنجليزية                        | 1998–حتى الان  |
| الطيران والفضاء والطب البيئي                                | طب الطيران                                              | الرابطة الطبية الفضائية                                         | الإنجليزية                        | 1930–حتى الان  |
| فريق BDJ                                                    | طب الأسنان                                              | مجموعة نيتشر للنشر                                              | الإنجليزية                        | 2014–حتى الان  |
| البحوث البيولوجية للتمريض                                   | التمريض                                                 | منشورات SAGE                                                    | الإنجليزية                        | 1999–حتى الان  |
| بيولوجيا حديثي الولادة                                      | علم حديثي الولادة                                       | منشورات كارجر                                                   | الإنجليزية                        | 1959–حتى الان  |
| مجلة التدخل والتصوير الطبي                                  | علم الأشعة                                              | جامعة ماليزيا                                                   | الإنجليزية                        | 2005–حتى الان  |
| BJUI                                                        | جراحة المسالك البولية                                   | وايلي بلاكويل                                                   | الإنجليزية                        | 1929–حتى الان  |
| الدم                                                        | علم الدم                                                | الجمعية الأمريكية لأمراض الدم                                   | الإنجليزية                        | 1946–حتى الان  |
| زرع نخاع العظم                                              | الزراعة                                                 | مجموعة نيتشر للنشر                                              | الإنجليزية                        | 1986–حتى الان  |
| اورام BMC                                                   | علم الأورام                                             | بيوميد سنترال                                                   | الإنجليزية                        | 2001–حتى الان  |
| طب BMC                                                      | طب                                                      | بيوميد سنترال                                                   | الإنجليزية                        | 2003–حتى الان  |
| المجلة الطبية البريطانية                                    | طب                                                      | المجلة الطبية البريطانية                                        | الإنجليزية                        | 1840–حتى الان  |
| مخ                                                          | علم الأعصاب                                             | مطبعة جامعة أكسفورد                                             | الإنجليزية                        | 1878–حتى الان  |
| المجلة البرازيلية للبحوث الطبية والبيولوجية                 | طب                                                      | الرابطة البرازيلية للنشر العلمي                                 | الإنجليزية                        | 1968–حتى الان  |
| أبحاث سرطان الثدي والعلاج                                   | علم الأورام                                             | سبرنجر نذرلاند                                                  | الإنجليزية                        | 1981–حتى الان  |
| مجلة كولومبيا البريطانية الطبية                             | طب                                                      | جمعية كولومبيا البريطانية الطبية                                | الإنجليزية                        | 1924–حتى الان  |
| المجلة البريطانية لطب الأسنان                               | طب الأسنان                                              | مجموعة نيتشر للنشر                                              | الإنجليزية                        | 1904–حتى الان  |
| المجلة البريطانية للتخدير                                   | علم التخدير                                             | مطبعة جامعة أكسفورد                                             | الإنجليزية                        | 1923–حتى الان  |
| المجلة البريطانية للسرطان                                   | علم الأورام                                             | مجموعة نيتشر للنشر                                              | الإنجليزية                        | 1947–حتى الان  |
| المجلة البريطانية للأمراض الجلدية                           | طب الامراض الجلدية                                      | وايلي بلاكويل                                                   | الإنجليزية                        | 1888–حتى الان  |
| المجلة البريطانية للسكري وأمراض الأوعية الدموية             | السكري                                                  | منشورات SAGE                                                    | الإنجليزية                        | 2001–حتى الان  |
| المجلة البريطانية لطب المستشفيات                            | طب                                                      | مارك ألين للرعاية الصحية المحدودة                               | الإنجليزية                        | 1966–حتى الان  |
| المجلة البريطانية للممارسين الطبيين                         | طب                                                      | التعليم الطبي JMN                                               | الإنجليزية                        | 2008–حتى الان  |
| المجلة البريطانية لطب العيون                                | طب العيون                                               | مجموعة المجلة الطبية البريطانية للنشر                           | الإنجليزية                        | 1917–حتى الان  |
| المجلة البريطانية للطب الجنسي                               | الصحة الجنسية                                           | هايوارد للاتصالات الطبية                                        | الإنجليزية                        | 1973–حتى الان  |
| المجلة البريطانية للطب الرياضي                              | الطب الرياضي                                            | مجموعة المجلة الطبية البريطانية للنشر                           | الإنجليزية                        | 1964–حتى الان  |
| المجلة البريطانية للجراحة                                   | جراحة                                                   | جون وايلي وأولاده                                               | الإنجليزية                        | 1913–حتى الان  |
| نشرة منظمة الصحة العالمية                                   | الصحة العالمية                                          | منظمة الصحة العالمية                                            | الإنجليزية                        | 1947–حتى الان  |
| كاليفورنيا - مجلة السرطان للأطباء                           | علم الأورام                                             | وايلي بلاكويل                                                   | الإنجليزية                        | 1950–حتى الان  |
| الأنسجة المتكلسة الدولية                                    | صحة العظام                                              | شبغنكا                                                          | الإنجليزية                        | 1967–حتى الان  |
| مجلة كاليكوت الطبية                                         | طب                                                      | كلية الطب كاليكوت                                               | الإنجليزية                        | 2003–حتى الان  |
| المجلة الكندية لأمراض الجهاز الهضمي والكبد                  | أمراض الجهاز الهضمي والكبد                              | Pulsus Group                                                    | الإنجليزية                        | 1987–حتى الان  |
| المجلة الكندية للأمراض المعدية والأحياء الدقيقة الطبية      | الأمراض المعدية                                         | مجموعة بولسوس                                                   | الإنجليزية                        | 1990–حتى الان  |
| مجلة الجمعية الطبية الكندية                                 | طب                                                      | الجمعية الطبية الكندية                                          | الإنجليزية، الفرنسية              | 1911–حتى الان  |
| المجلة الكندية للجهاز التنفسي                               | صحة الجهاز التنفسي                                      | مجموعة بولسوس                                                   | الإنجليزية، الفرنسية              | 1994–حتى الان  |
| طب السرطان                                                  | علم الأورام                                             | جون وايلي وأولاده                                               | الإنجليزية                        | 2012–حتى الان  |
| طب القلب                                                    | طب القلب                                                | كارغر                                                           | الإنجليزية                        | 1937–حتى الان  |
| أمراض القلب والأوعية الدمويةوالسكري                         | طب القلب                                                | مركز بيوميد                                                     | الإنجليزية                        | 2002–حتى الان  |
| صداع                                                        | صداع الراس                                              | منشورات SAGE                                                    | الإنجليزية                        | 1981–حتى الان  |
| صدر                                                         | أمراض القلب، صحة الجهاز التنفسي                         | الكلية الأمريكية لأطباء الصدر                                   | الإنجليزية                        | 1935–حتى الان  |
| الطفل: الرعاية والصحة والتنمية                              | طب الأطفال                                              | وايلي بلاكويل                                                   | الإنجليزية                        | 1975–حتى الان  |
| المجلة الطبية الصينية                                       | طب                                                      | الرابطة الطبية الصينية، ولترز كلوير ميدكنو                      | الإنجليزية                        | 1887–حتى الان  |
| مرض مزمن                                                    | مرض مزمن                                                | منشورات SAGE                                                    | الإنجليزية                        | 2005–حتى الان  |
| الدوران                                                     | طب القلب                                                | ليبينكوت ويليامز وويلكينز                                       | الإنجليزية                        | 1950–حتى الان  |
| مجلة الشق الحنكي الوجهي                                     | الطب القحفي الوجهي                                      | منشورات SAGE                                                    | الإنجليزية                        | 1964–حتى الان  |
| التشريح السريري                                             | طب                                                      | وايلي ليس                                                       | الإنجليزية                        | 1988–حتى الان  |
| أمراض الجهاز الهضمي السريرية والتجريبية                     | أمراض الجهاز الهضمي                                     | مطبعة دوف الطبية                                                | الإنجليزية                        | 2008–حتى الان  |
| العلوم السريرية والتحويلة                                   | طب                                                      | وايلي بلاكويل                                                   | الإنجليزية                        | 2008–حتى الان  |
| سرطان الثدي السريري                                         | علم الأورام                                             | إلسفير                                                          | الإنجليزية                        | 2000–حتى الان  |
| دراسات الحالة السريرية                                      | الطب السريري                                            | منشورات SAGE                                                    | الإنجليزية                        | 2002–حتى الان  |
| الكيمياء                                                    | الكيمياء الطبية                                         | الرابطة الأمريكية للكيمياء السريرية                             | الإنجليزية                        | 1955–حتى الان  |
| سرطان القولون والمستقيم السريري                             | علم الأورام                                             | إلسفير                                                          | الإنجليزية                        | 2001–حتى الان  |
| أمراض الجهاز الهضمي والكبد السريري                          | أمراض الجهاز الهضمي والكبد                              | إلسفير                                                          | الإنجليزية                        | 2003–حتى الان  |
| سرطان الجهاز البولي التناسلي                                | علم الأورام                                             | إلسفير                                                          | الإنجليزية                        | 2002–حتى الان  |
| الأمراض المعدية السريرية                                    | الأمراض المعدية                                         | مطبعة جامعة أكسفورد                                             | الإنجليزية                        | 1979–حتى الان  |
| المجلة السريرية للألم                                       | إدارة الألم                                             | ليبينكوت ويليامز وويلكينز                                       | الإنجليزية                        | 1985–حتى الان  |
| المجلة السريرية للطب الرياضي                                | الطب الرياضي                                            | ليبينكوت ويليامز وويلكينز                                       | الإنجليزية                        | 1990–حتى الان  |
| سرطان الرئة السريري                                         | علم الأورام                                             | إلسفير                                                          | الإنجليزية                        | 1999–حتى الان  |
| سرطان الغدد الليمفاوية السريرية،النخاع الشوكي, و سرطان الدم | علم الأورام                                             | إلسفير                                                          | الإنجليزية                        | 2000–حتى الان  |
| الطب السريري: علم الأورام                                   | علم الأورام                                             | ليبرتاس أكاديميكا                                               | الإنجليزية                        | 2007–حتى الان  |
| مراجعات علم الأحياء الدقيقة السريرية                        | الأمراض المعدية                                         | الجمعية الأمريكية لعلم الأحياء الدقيقة                          | الإنجليزية                        | 1988–حتى الان  |
| سرطان المبيض السريري                                        | علم الأورام                                             | إلسفير                                                          | الإنجليزية                        | 2008–حتى الان  |
| علم الصيدلة السريرية: التطورات والتطبيقات                   | علم العقاقير                                            | مطبعة دوف الطبية                                                | الإنجليزية                        | 2010–حتى الان  |
| الصيدلة السريرية والمداواة                                  | علم العقاقير                                            | وايلي بلاكويل                                                   | الإنجليزية                        | 1960–حتى الان  |
| العلوم السريرية                                             | طب                                                      | مطبعة بورتلاند                                                  | الإنجليزية                        | 1909–حتى الان  |
| علم السموم السريرية                                         | علم السموم                                              | مجموعة تايلور وفرانسيس                                          | الإنجليزية                        | 1968–حتى الان  |
| التجارب السريرية المعاصرة                                   | تصميم البحث                                             | إلسفير                                                          | الإنجليزية                        | 1980–حتى الان  |
| مجلة مرض الانسداد الرئوي المزمن                             | صحة الجهاز التنفسي                                      | انفورما للرعاية الصحية                                          | الإنجليزية                        | 2004–حتى الان  |
| طب العناية الحرجة                                           | طب الطوارئ                                              | ليبينكوت ويليامز وويلكينز                                       | الإنجليزية                        | 1973–حتى الان  |
| مراجعات نقدية في علم الأحياء الدقيقة                        | الأمراض المعدية                                         | مجموعة تايلور وفرانسيس                                          | الإنجليزية                        | 1971–حتى الان  |
| مراجعات نقدية في تكوين الأورام                              | علم الأورام                                             | مجموعة تايلور وفرانسيس                                          | الإنجليزية                        | 1994–حتى الان  |
| مراجعات نقدية في علم السموم                                 | علم السموم                                              | مجموعة تايلور وفرانسيس                                          | الإنجليزية                        | 1971–حتى الان  |
| العلاج الجيني الحالي                                        | العلاج الجيني                                           | ناشرو بنثام للعلوم                                              | الإنجليزية                        | 2001–حتى الان  |
| الآراء والأبحاث الطبية الحالية                              | طب                                                      | مجموعة تايلور وفرانسيس                                          | الإنجليزية                        | 1972–حتى الان  |
| تقارير الألم والصداع الحالية                                | صداع الراس                                              | شبغنكا                                                          | الإنجليزية                        | 1994–حتى الان  |
| علم السموم الجلدية والبصرية                                 | علم السموم                                              | مجموعة تايلور وفرانسيس                                          | الإنجليزية                        | 1982–حتى الان  |
| مجلة دارو للعلوم الصيدلانية                                 | صيدلية                                                  | مركز بيوميد                                                     | الإنجليزية                        | 1990–حتى الان  |
| المجلةالألمانية الطبية الأسبوعية                            | طب                                                      | دار ثيمي الطبية                                                 | الألمانية                         | 1875–حتى الان  |
| إعادة التأهيل العصبي التنموي                                | طب الأعصاب وطب الأطفال                                  | مجموعة تايلور وفرانسيس                                          | الإنجليزية                        | 1997–حتى الان  |
| السكري                                                      | السكري                                                  | الجمعية الامريكية للسكري                                        | الإنجليزية                        | 1952–حتى الان  |
| أبحاث السكري وأمراض الأوعية الدموية                         | السكري                                                  | منشورات SAGE                                                    | الإنجليزية                        | 2004–حتى الان  |
| رعاية مرضى السكري                                           | السكري                                                  | الجمعية الامريكية للسكري                                        | الإنجليزية                        | 1978–حتى الان  |
| مرض السكري ومتلازمة الايض الغذائي والسمنة: الأهداف والعلاج  | السكري                                                  | مطبعة دوف الطبية                                                | الإنجليزية                        | 2008–حتى الان  |
| طب الغدد الصماء                                             | طب الغدد الصماء                                         | جمعية الغدد الصماء                                              | الإنجليزية                        | 1917–حتى الان  |
| مجلة تيارات الصرع                                           | الصرع                                                   | الصحافة ألين                                                    | الإنجليزية                        | 2001–حتى الان  |
| المجلة الأوروبية للوقاية من السرطان                         | علم الأورام                                             | ليبينكوت ويليامز وويلكينز                                       | الإنجليزية                        | 1991–حتى الان  |
| المجلة الأوروبية للتحقيقات السريرية                         | طب                                                      | جون وايلي وأولاده                                               | الإنجليزية                        | 1970–حتى الان  |
| المجلة الأوروبية للممارسة العامة                            | طب الأسرة                                               | تايلور وفرانسيس                                                 | الإنجليزية                        | 1995–حتى الان  |
| المجلة الأوروبية للبحوث الطبية                              | الأبحاث السريرية                                        | مركز بيوميد                                                     | الإنجليزية                        | 1995–حتى الان  |
| المجلة الأوروبية للرعاية التلطيفية                          | الرعاية التلطيفية                                       | هايوارد للاتصالات الطبية                                        | الإنجليزية                        | 1994–حتى الان  |
| المجلة الأوروبية للعلاج الطبيعي                             | العلاج الطبيعي                                          | مجموعة تايلور وفرانسيس                                          | الإنجليزية                        | 1999–حتى الان  |
| طب الأشعة الأوروبي                                          | طب الأشعة                                               | شبغنكا                                                          | الإنجليزية                        | 1991–حتى الان  |
| جراحة المسالك البولية الأوروبية                             | جراحة المسالك البولية                                   | إلسفير                                                          | الإنجليزية                        | 1975–حتى الان  |
| رأي الخبراء في العلاج البيولوجي                             | المداواة                                                | مجموعة تايلور وفرانسيس                                          | الإنجليزية                        | 2001–حتى الان  |
| رأي الخبراء في توصيل الأدوية                                | علم الادوية                                             | مجموعة تايلور وفرانسيس                                          | الإنجليزية                        | 2004–حتى الان  |
| رأي الخبراء في اكتشاف الأدوية                               | علم الادوية                                             | مجموعة تايلور وفرانسيس                                          | الإنجليزية                        | 2006–حتى الان  |
| رأي الخبراء في استقلاب الأدوية وعلم السموم                  | علم الادوية                                             | مجموعة تايلور وفرانسيس                                          | الإنجليزية                        | 2005–حتى الان  |
| رأي الخبراء في سلامة الأدوية                                | علم الادوية                                             | انفورما                                                         | الإنجليزية                        | 2002–حتى الان  |
| رأي الخبراء في الأدوية الناشئة                              | علم الادوية                                             | انفورما                                                         | الإنجليزية                        | 1996–حتى الان  |
| رأي الخبراء في الادوية المرخصة                              | علم الادوية                                             | انفورما                                                         | الإنجليزية                        | 1992–حتى الان  |
| رأي الخبراء في التشخيص الطبي                                | التشخيص                                                 | انفورما                                                         | الإنجليزية                        | 2007–2013      |
| رأي الخبراء في العلاج الدوائي                               | علم الادوية                                             | انفورما                                                         | الإنجليزية                        | 1999–حتى الان  |
| رأي الخبراء في براءات الاختراع العلاجية                     | براءات الاختراع                                         | انفورما                                                         | الإنجليزية                        | 1991–حتى الان  |
| رأي الخبراء في الأهداف العلاجية                             | تصميم الأدوية                                           | انفورما                                                         | الإنجليزية                        | 1997–حتى الان  |
| مراجعة الخبراء لعلم الصيدلة السريرية                        | علم الصيدلة السريرية                                    | انفورما                                                         | الإنجليزية                        | 2008–حتى الان  |
| ممارسة الأسرة(journal)                                      | طب الأسرة                                               | مطبعة جامعة أكسفورد                                             | الإنجليزية                        | 1984–حتى الان  |
| علم الأورام المستقبلي                                       | علم الأورام                                             | طب المستقبل المحدودة                                            | الإنجليزية                        | 2005–حتى الان  |
| أمراض الجهاز الهضمي                                         | أمراض الجهاز الهضمي                                     | إلسفير                                                          | الإنجليزية                        | 1943–حتى الان  |
| علم أورام الجهاز التناسلي الأنثوي                           | علم الأورام والامراض النسائية                           | إلسفير                                                          | الإنجليزية                        | 1972–حتى الان  |
| جراحة اليد                                                  | جراحة اليد                                              | العالم العلمي                                                   | الإنجليزية                        | 1996–حتى الان  |
| Harefuah                                                    | طب                                                      | نقابة الأطباء الإسرائيلية                                       | العبرية                           | 1920–حتى الان  |
| قلب                                                         | طب القلب                                                | المجلة الطبية البريطانية                                        | الإنجليزية                        | 1939–حتى الان  |
| التهاب الكبد الشهري                                         | التهاب الكبد                                            | كوثر                                                            | الإنجليزية                        | 2002–حتى الان  |
| أبحاث الهرمونات                                             | طب الغدد الصماء                                         | ناشرون كارجر                                                    | الإنجليزية                        | 1970–حتى الان  |
| ممارسة المستشفى                                             | طب                                                      | انفورما للرعاية الصحية                                          | الإنجليزية                        | 1966–حتى الان  |
| علم الأمراض البشرية                                         | علم الأمراض                                             | سوندرز                                                          | الإنجليزية                        | 1970–حتى الان  |
| تكاثر الإنسان                                               | الطب التناسلي                                           | مطبعة جامعة أكسفورد                                             | الإنجليزية                        | 1986–حتى الان  |
| ارتفاع ضغط الدم                                             | طب القلب                                                | جمعية القلب الأمريكية                                           | الإنجليزية                        | 1979–حتى الان  |
| علم الوراثة المناعية                                        | علم المناعة وعلم الوراثة                                | شبغنكا                                                          | الإنجليزية                        | 1974–حتى الان  |
| المجلة الهندية للتخدير                                      | التخدير                                                 | منشورات Medknow                                                 | الإنجليزية                        | 2002–حتى الان  |
| المجلة الهندية للأمراض الجلدية                              | الجلدية                                                 | منشورات Medknow                                                 | الإنجليزية                        | 1955–حتى الان  |
| المجلة الهندية للأمراض الجلدية والتناسلية وأمراض الجذام     | الجلدية                                                 | منشورات Medknow                                                 | الإنجليزية                        | 1990–حتى الان  |
| المجلة الهندية لأمراض الجهاز الهضمي                         | أمراض الجهاز الهضمي                                     | الجمعية الهندية لأمراض الجهاز الهضمي                            | الإنجليزية                        | 1982–حتى الان  |
| المجلة الهندية لعلم الأحياء الدقيقة الطبية                  | الأمراض المعدية                                         | منشورات Medknow                                                 | الإنجليزية                        | 1983–حتى الان  |
| المجلة الهندية للبحوث الطبية                                | طب                                                      | منشورات Medknow                                                 | الإنجليزية                        | 1913–حتى الان  |
| المجلة الهندية للعلوم الطبية                                | طب                                                      | منشورات Medknow                                                 | الإنجليزية                        | 1947–حتى الان  |
| المجلة الهندية لطب العيون                                   | طب العيون                                               | منشورات Medknow                                                 | الإنجليزية                        | 1953–حتى الان  |
| المجلة الهندية لعلم الأدوية                                 | علم الادوية                                             | منشورات Medknow                                                 | الإنجليزية                        | 1969–حتى الان  |
| مجلة الوتيرة الهندية والفيزيولوجيا الكهربائية               | طب القلب                                                | إلسفير                                                          | الإنجليزية                        | 2001–حتى الان  |
| السجلات الدولية الطبية                                      | طب                                                      | iMed.pub                                                        | الإنجليزية                        | 2008–حتى الان  |
| المجلة الدولية للطب النفسي للمسنين                          | طب المسنين وعلم النفس                                   | جون وايلي وأولاده                                               | الإنجليزية                        | 1986–حتى الان  |
| المجلة الدولية للعلوم الطبية                                | طب                                                      | Ivyspring International Publisher                               | الإنجليزية                        | 2004–حتى الان  |
| المجلة الدولية للسمنة                                       | السمنة                                                  | مجموعة نيتشر للنشر                                              | الإنجليزية                        | 1977–حتى الان  |
| المجلة الدولية للتحليل النفسي                               | علم النفس                                               | وايلي بلاكويل                                                   | الإنجليزية                        | 1920–حتى الان  |
| المجلة الدولية لعلم أمراض النطق واللغة                      | علم أمراض النطق                                         | انفورما                                                         | الإنجليزية                        | 1999–حتى الان  |
| المجلة الدولية للجراحة                                      | جراحة                                                   | إلسفير                                                          | الإنجليزية                        | 2003–حتى الان  |
| طب العيون الاستقصائي والعلوم البصرية                        | طب العيون                                               | قدموس                                                           | الإنجليزية                        | 1976–حتى الان  |
| المجلة الإسرائيلية للطب النفسي والعلوم ذات الصلة            | الطب النفسي                                             | ناشرو العلوم في إسرائيل                                         | الإنجليزية                        | 2008–حتى الان  |
| مجلة الجمعية الطبية الإسرائيلية                             | الطب                                                    | نقابة الأطباء الإسرائيلية                                       | الإنجليزية                        | 1999–حتى الان  |
| JAMA مجلة الجمعية الطبية الأمريكية                          | الطب                                                    | الجمعية الطبية الأميركية                                        | الإنجليزية                        | 1883–حتى الان  |
| JAMA للأمراض الجلدية                                        | للأمراض الجلدية                                         | الجمعية الطبية الأميركية                                        | الإنجليزية                        | 1960–حتى الان  |
| JAMA جراحة تجميل الوجه                                      | جراحة تجميلية                                           | الجمعية الطبية الأميركية                                        | الإنجليزية                        | 1999–حتى الان  |
| JAMA الطب الباطني                                           | الطب الباطني                                            | الجمعية الطبية الأميركية                                        | الإنجليزية                        | 1908–حتى الان  |
| JAMA علم الأعصاب                                            | علم الأعصاب                                             | الجمعية الطبية الأميركية                                        | الإنجليزية                        | 1960–حتى الان  |
| JAMA طب العيون                                              | طب العيون                                               | الجمعية الطبية الأميركية                                        | الإنجليزية                        | 1929–حتى الان  |
| JAMA طب الأنف والأذن والحنجرة - جراحة الرأس والعنق          | جراحة                                                   | الجمعية الطبية الأميركية                                        | الإنجليزية                        | 1925–حتى الان  |
| JAMA طب الأطفال                                             | طب الأطفال                                              | الجمعية الطبية الأميركية                                        | الإنجليزية                        | 1911–حتى الان  |
| JAMA الطب النفسي                                            | الطب النفسي                                             | الجمعية الطبية الأميركية                                        | الإنجليزية                        | 1959–حتى الان  |
| JAMA الجراحة                                                | الجراحة                                                 | الجمعية الطبية الأميركية                                        | الإنجليزية                        | 1920–حتى الان  |
| مجلة جونز هوبكنز الطبية                                     | طب                                                      | مطبعة جونز هوبكنز                                               | الإنجليزية                        | 1889–1982      |
| مجلة متلازمات نقص المناعة المكتسب                           | فيروس العوز المناعي البشري/متلازمة نقص المناعة المكتسبة | ليبينكوت ويليامز وويلكينز                                       | الإنجليزية                        | 1988–حتى الان  |
| مجلة الكلية الأمريكية لأمراض القلب                          | طب القلب                                                | إلسفير                                                          | الإنجليزية                        | 1983–حتى الان  |
| مجلة الجمعية الأمريكية لطب المسنين                          | طب المسنين                                              | وابلي بلاكويل                                                   | الإنجليزية                        | 2001–present   |
| مجلة الجمعية الأمريكية لتقويم العظام                        | طب                                                      | الرابطة الأمريكية لتقويم العظام                                 | الإنجليزية                        | 1901–حتى الان  |
| مجلة المضادات الحيوية                                       | طب                                                      | مجموعة نيتشر للنشر                                              | الإنجليزية                        | 1948–حتى الان  |
| مجلة الأيورفيدا والطب التكاملي                              | الطب التكاملي                                           | إلسفير                                                          | الإنجليزية                        | 2010–حتى الان  |
| مجلة جراحة العظام والمفاصل                                  | صحة العظم                                               | مجلة جراحة العظام والمفاصل ، وشركة                              | الإنجليزية                        | 1889–حتى الان  |
| مجلة ضعف العضلات ونقص الكتلة العضلية                        | صحة العضلات                                             | وايلي بلاكويل                                                   | الإنجليزية                        | 2010–حتى الان  |
| مجلة السرطان                                                | علم الأورام                                             | Ivyspring International Publisher                               | الإنجليزية                        | 2010–حتى الان  |
| مجلة أبحاث القلب والأوعية الدموية                           | طب القلب                                                | الجمعية الدولية لأبحاث القلب والأوعية الدموية التحويلية         | الإنجليزية                        | 2008–حتى الان  |
| مجلة الغدد الصماء والتمثيل الغذائي                          | طب الغدد الصماء                                         | جمعية الغدد الصماء                                              | الإنجليزية                        | 1941–حتى الان  |
| مجلة التحقيقات السريرية                                     | طب                                                      | الجمعية الأمريكية للتحقيقات السريرية                            | الإنجليزية                        | 1924–حتى الان  |
| مجلة علم الأورام السريري                                    | علم الأورام                                             | الجمعية الأمريكية لعلم الأورام السريري                          | الإنجليزية                        | 1983–حتى الان  |
| مجلة تقويم الأسنان السريري                                  | تقويم الأسنان                                           | JPO, Inc                                                        | الإنجليزية                        | 1967–حتى الان  |
| مجلة علم الادوية النفسية السريرية                           | علم النفس                                               | ليبينكوت ويليامز وويلكينز                                       | الإنجليزية                        | 1981–حتى الان  |
| مجلة طب النوم السريري                                       | طب النوم                                                | الأكاديمية الأمريكية لطب النوم                                  | الإنجليزية                        | 2005–حتى الان  |
| مجلة الأدوية في الأمراض الجلدية                             | طب الجلد                                                | سانوفاوركس                                                      | الإنجليزية                        | 2003–حتى الان  |
| مجلة الطب التجريبي                                          | طب                                                      | مطبعة جامعة روكفلر                                              | الإنجليزية                        | 1896–حتى الان  |
| مجلات طب المسنين                                            | طب المسنين                                              | مطبعة جامعة أكسفورد                                             | الإنجليزية                        | 1946–حتى الان  |
| مجلة ارتفاع ضغط الدم                                        | طب القلب                                                | ليبينكوت ويليامز وويلكينز                                       | الإنجليزية                        | 1982–حتى الان  |
| مجلة علم المناعة                                            | علم المناعة                                             | الرابطة الأمريكية لعلماء المناعة                                | الإنجليزية                        | 1915–حتى الان  |
| مجلة العدوى في البلدان النامية                              | الأمراض المعدية                                         | مجلة العدوى في البلدان النامية                                  | الإنجليزية                        | 2006–حتى الان  |
| مجلة الطب الباطني                                           | طب                                                      | وايلي بلاكويل                                                   | الإنجليزية                        | 1863–حتى الان  |
| مجلة الأمراض الجلدية الاستقصائية                            | الجلدية                                                 | مجموعة نيتشر للنشر                                              | الإنجليزية                        | 1938–حتى الان  |
| مجلة السيرة الطبية                                          | العاملين في المجال الطبي                                | منشورات SAGE                                                    | الإنجليزية                        | 1993–حتى الان  |
| مجلة تقارير الحالة الطبية                                   | طب                                                      | مركز بيوميد                                                     | الإنجليزية                        | 2007–حتى الان  |
| مجلة الاقتصاديات الطبية                                     | طب                                                      | مجموعة تايلور وفرانسيس                                          | الإنجليزية                        | 1998–حتى الان  |
| مجلة علم الوراثة الطبية                                     | علم الوراثة                                             | المجلة الطبية البريطانية                                        | الإنجليزية                        | 1964–حتى الان  |
| مجلة إدارة الممارسة الطبية                                  | إدارة الصحة                                             | جرين برانش للنشر                                                | الإنجليزية                        | 1984–حتى الان  |
| مجلة الطب                                                   | طب                                                      | ناشرون كارجر                                                    | الإنجليزية                        | 1970–2004      |
| مجلة الأمراض العصبية والعقلية                               | الطب النفسي                                             | ليبينكوت ويليامز وويلكينز                                       | الإنجليزية                        | 1874–حتى الان  |
| مجلة الطب المهني والبيئي                                    | الطب المهني                                             | ليبينكوت ويليامز وويلكينز                                       | الإنجليزية                        | 1959–حتى الان  |
| مجلة ممارسة علم الأورام                                     | علم الأورام                                             | الجمعية الأمريكية لعلم الأورام السريري                          | الإنجليزية                        | 2005–حتى الان  |
| مجلة تقويم الأسنان                                          | تقويم الأسنان                                           | منشورات SAGE                                                    | الإنجليزية                        | 1974–حتى الان  |
| مجلة أبحاث الألم                                            | الم                                                     | مطبعة دوف الطبية                                                | الإنجليزية                        | 2008–حتى الان  |
| مجلة الجمعية الطبية الباكستانية                             | طب                                                      | الجمعية الطبية الباكستانية                                      | الإنجليزية                        | 1951–حتى الان  |
| مجلة طب الغدد الصماء والتمثيل الغذائي لدى الأطفال           | طب الغدد الصماء                                         | والتر دي جروتر                                                  | الإنجليزية                        | 1985–حتى الان  |
| مجلة أمراض الجهاز الهضمي والتغذية للأطفال                   | أمراض الجهاز الهضمي                                     | ليبينكوت ويليامز وويلكينز                                       | الإنجليزية                        | 1982–حتى الان  |
| مجلة الرعاية الصحية للأطفال                                 | طب الأطفال                                              | إلسفير                                                          | الإنجليزية                        | 1987–حتى الان  |
| مجلة جراحة عظام الأطفالB                                    | طب الأطفال                                              | ليبينكوت ويليامز وويلكينز                                       | الإنجليزية                        | 1989–حتى الان  |
| مجلة طب الأطفال                                             | طب الأطفال                                              | إلسفير                                                          | الإنجليزية                        | 1932–حتى الان  |
| مجلة طب الدراسات العليا                                     | طب                                                      | منشورات Medknow                                                 | الإنجليزية                        | 1955–حتى الان  |
| مجلة طب الأسنان التعويضي                                    | الاستعاضات السنية                                       | إلسفير                                                          | الإنجليزية                        | 1951–حتى الان  |
| مجلة الكلية الملكية للأطباء في إدنبرة                       | طب                                                      | الكلية الملكية للأطباء في إدنبرة                                | الإنجليزية                        | 1971–حتى الان  |
| مجلة الجمعية الملكية للطب                                   | طب                                                      | منشورات SAGE                                                    | الإنجليزية                        | 1809–حتى الان  |
| مجلة دراسات حول الكحول والمخدرات                            | مدمن                                                    | توثيق أبحاث الكحول                                              | الإنجليزية                        | 1940–حتى الان  |
| المجلة الكورية للتخدير                                      | التخدير                                                 | الجمعية الكورية لأطباء التخدير                                  | الإنجليزية                        | 1968–حتى الان  |
| Läkartidningen                                              | طب                                                      | الجمعية الطبية السويدية                                         | السويدية                          | 1965–حتى الان  |
| لانست                                                       | طب                                                      | إلسفير                                                          | الإنجليزية                        | 1823–حتى الان  |
| سجلات لانجينبيك للجراحة                                     | جراحة                                                   | Spring Science+Business Media                                   | الإنجليزية                        | 1860–حتى الان  |
| المجلة المقدونية للعلوم الطبية                              | طب                                                      | معهد بيولوجيا المناعة وعلم الوراثة البشرية                      | الإنجليزية                        | 2008–حتى الان  |
| اجراءات مايو كلينك                                          | طب                                                      | إلسفير                                                          | الإنجليزية                        | 1926–حتى الان  |
| المجلة الطبية في أستراليا                                   | طب                                                      | الشركة الأسترالية للنشر الطبي                                   | الإنجليزية                        | 1914–حتى الان  |
| القانون الطبي الدولي                                        | القانون الطبي وأخلاقيات علم الأحياء                     | منشورات SAGE                                                    | الإنجليزية                        | 1993–حتى الان  |
| الرسالة الطبية الخاصة بالأدوية والمداواة                    | علم الادوية                                             | The Medical letter, Inc.                                        | الإنجليزية                        | 1959–حتى الان  |
| الطب والصراع والبقاء                                        | الصحة العالمية                                          | مجموعة تايلور وفرانسيس                                          | الإنجليزية                        | 1985–حتى الان  |
| أبحاث سرطان الجلد                                           | علم الأورام                                             | ليبينكوت ويليامز وويلكينز                                       | الإنجليزية                        | 2004–حتى الان  |
| السن يأس                                                    | امراض الجهاز التناسلي الانثوي، الشيخوخة                 | ليبينكوت ويليامز وويلكينز                                       | الإنجليزية                        | 1994–حتى الان  |
| مونوغراف سانا                                               | الصحة العقلية                                           | منشورات Medknow                                                 | الإنجليزية                        | 2003–حتى الان  |
| مجلة الشرق الأوسط الأفريقي لطب العيون                       | طب العيون                                               | منشورات Medknow                                                 | الإنجليزية                        | 1994–حتى الان  |
| الطب الجزيئي                                                | طب                                                      | معهد فينشتاين للأبحاث الطبية                                    | الإنجليزية                        | 1994–حتى الان  |
| مجلة جبل سيناء للطب                                         | طب                                                      | جون وايلي وأولاده                                               | الإنجليزية                        | 1934–2012      |
| اضطرابات الحركة                                             | علم الأعصاب                                             | وايلي ليس                                                       | الإنجليزية                        | 1986–حتى الان  |
| مجلة ميانمار الطبية                                         | طب                                                      | جمعية ميانمار الطبية                                            | الإنجليزية                        | 1953–حتى الان  |
| المجلة الطبية الوطنية في الهند                              | طب                                                      | معهد عموم الهند للعلوم الطبية ، نيودلهي                         | الإنجليزية                        | 1988–حتى الان  |
| طب الطبيعة                                                  | طب                                                      | مجموعة نيتشر للنشر                                              | الإنجليزية                        | 1995–حتى الان  |
| مراجعات نيتشر للسرطان                                       | علم الأورام                                             | مجموعة نيتشر للنشر                                              | الإنجليزية                        | 2001–حتى الان  |
| مراجعات نيتشر لأمراض القلب                                  | طب القلب                                                | مجموعة نيتشر للنشر                                              | الإنجليزية                        | 2004–حتى الان  |
| مراجعات نيتشر لعلم الأورام السريري                          | علم الأورام                                             | مجموعة نيتشر للنشر                                              | الإنجليزية                        | 2004–حتى الان  |
| مراجعات نيتشر المرض الاولية                                 | طب                                                      | مجموعة نيتشر للنشر                                              | الإنجليزية                        | 2015–حتى الان  |
| مراجعات نيتشر أمراض الجهاز الهضمي والكبد                    | أمراض الجهاز الهضمي                                     | مجموعة نيتشر للنشر                                              | الإنجليزية                        | 2004–حتى الان  |
| مراجعات نيتشر علم المناعة                                   | علم المناعة                                             | مجموعة نيتشر للنشر                                              | الإنجليزية                        | 2001–حتى الان  |
| مراجعات نيتشر علم الأحياء الدقيقة                           | الأمراض المعدية                                         | مجموعة نيتشر للنشر                                              | الإنجليزية                        | 2003–حتى الان  |
| مراجعات نيتشر أمراض الكلى                                   | طب الكلى                                                | مجموعة نيتشر للنشر                                              | الإنجليزية                        | 2005–حتى الان  |
| مراجعات نيتشر علم الأعصاب                                   | علم الأعصاب                                             | مجموعة نيتشر للنشر                                              | الإنجليزية                        | 2005–حتى الان  |
| مراجعات نيتشر                                               | علم الأعصاب                                             | مجموعة نيتشر للنشر                                              | الإنجليزية                        | 2000–حتى الان  |
| مراجعات نيتشر أمراض الروماتيزم                              | الروماتيزم                                              | مجموعة نيتشر للنشر                                              | الإنجليزية                        | 2005–حتى الان  |
| مراجعات الطبيعة جراحة المسالك البولية                       | جراحة المسالك البولية                                   | مجموعة نيتشر للنشر                                              | الإنجليزية                        | 2004–حتى الان  |
| المجلة الهولندية للطب                                       | طب                                                      | رابطة المجلة الهولندية للطب                                     | الهولندية                         | 1857–حتى الان  |
| ابحاث التجديد العصبي                                        | علم الأعصاب                                             | دار النشر لأبحاث التجديد العصبي                                 | الإنجليزية                        | 2006–حتى الان  |
| اخصائي أعصاب                                                | علم الأعصاب                                             | ليبينكوت ويليامز وويلكينز                                       | الإنجليزية                        | 1997–حتى الان  |
| علم الأعصاب                                                 | علم الأعصاب                                             | ليبينكوت ويليامز وويلكينز                                       | الإنجليزية                        | 1951–حتى الان  |
| علم الأعصاب في الهند                                        | علم الأعصاب                                             | منشورات Medknow                                                 | الإنجليزية                        | 1953–حتى الان  |
| الأمراض العصبية والنفسية وعلاجها                            | العصبية                                                 | مطبعة دوف الطبية                                                | الإنجليزية                        | 2005–حتى الان  |
| العصبية                                                     | طب النفس والأعصاب                                       | مجموعة بولسوس                                                   | الإنجليزية                        | 2011–حتى الان  |
| صحيفة الطب الانكليزية الجديدة                               | طب                                                      | جمعية ماساتشوستس الطبية                                         | الإنجليزية                        | 1812–حتى الان  |
| المجلة الطبية النيوزيلندية                                  | طب                                                      | الرابطة الطبية النيوزيلندية                                     | الإنجليزية                        | 1887–حتى الان  |
| تمريض الأطفال والشباب                                       | طب الأطفال والتمريض                                     | منشورات الكلية الملكية للتمريض                                  | الإنجليزية                        | 1989–حتى الان  |
| أمراض النساء والولادة                                       | أمراض النساء والولادة                                   | ليبينكوت ويليامز وويلكينز                                       | الإنجليزية                        | 1953–حتى الان  |
| الطب المفتوح                                                | طب                                                      | والتر دي جروتر                                                  | الإنجليزية                        | 2006–حتى الان  |
| مدار                                                        | طب العيون                                               | انفورما للرعاية الصحية                                          | الإنجليزية                        | 1982–حتى الان  |
| منظمة هشاشة العظام الدولية                                  | صحة العظم                                               | Spring Science+Business Media                                   | الإنجليزية                        | 1990–حتى الان  |
| إدارة الفتح الجرحي                                          | العناية بالجروح                                         | معالجة الوسائط المضيفة                                          | الإنجليزية                        | 1980–حتى الان  |
| طب الأطفال وصحة الطفل                                       | طب الأطفال                                              | مجموعة بولسوس                                                   | الإنجليزية                        | 1996–حتى الان  |
| بحث وإدارة الألم                                            | علم الأعصاب                                             | مجموعة بولسوس                                                   | الإنجليزية، الفرنسية              | 1996–حتى الان  |
| مجلة بان الامريكية للصحة العامة                             | الصحة العامة                                            | منظمة الصحة للبلدان الأمريكية                                   | الإنجليزية، البرتغالية، الإسبانية | 1997–حتى الان  |
| باثولوجيكا                                                  | مرضي                                                    | جمعية أطباء التشريح بالمستشفى الإيطالي                          | الإيطالية، الإنجليزية             | 1908–حتى الان  |
| أبحاث طب الأطفال                                            | طب الأطفال                                              | مجموعة نيتشر للنشر                                              | الإنجليزية                        | 1967–الحالي    |
| طب الأطفال                                                  | طب الأطفال                                              | الأكاديمية الأمريكية لطب الأطفال                                | الإنجليزية                        | 1948–حتى الان  |
| طب شخصي                                                     | طب شخصي                                                 | طب المستقبل                                                     | الإنجليزية                        | 2004–حتى الان  |
| العلاج الدوائي                                              | صيدلية                                                  | وايلي بلاكويل                                                   | الإنجليزية                        | 1981–حتى الان  |
| الطبيب والطب الرياضي                                        | الطب الرياضي                                            | انفورما للرعاية الصحية                                          | الإنجليزية                        | 1973–حتى الان  |
| جراحة تجميلية                                               | جراحة                                                   | مجموعة بولسوس                                                   | الإنجليزية                        | 1993–حتى الان  |
| طب PLoS                                                     | طب                                                      | المكتبة العامة للعلوم                                           | الإنجليزية                        | 2004–حتى الان  |
| PLoS أمراض المناطق المدارية المهملة                         | الصحة العالمية                                          | المكتبة العامة للعلوم                                           | الإنجليزية                        | 2007–حتى الان  |
| الطب بعد التخرج                                             | طب                                                      | انفورما للرعاية الصحية                                          | الإنجليزية                        | 1916–حتى الان  |
| ممارس التخدير و الإنعاش                                     | علم التخدير                                             | إلسفير ماسون                                                    | الإنجليزية                        | 1997–حتى الان  |
| أدويه للوقايه                                               | الطب الوقائي                                            | إلسفير                                                          | الإنجليزية                        | 1972–حتى الان  |
| مجلة طب الأسنان الأولية                                     | طب الأسنان                                              | منشورات SAGE                                                    | الإنجليزية                        | 1994–حتى الان  |
| التقدم في هشاشة العظام                                      | صحة العظام                                              | مؤسسة هشاشة العظام الدولية                                      | الإنجليزية                        | 2000–حتى الان  |
| علم الوراثة النفسية                                         | الطب النفسي                                             | ليبينكوت ويليامز وويلكينز                                       | الإنجليزية                        | 1990–حتى الان  |
| الطب النفسي الجسدي                                          | علم النفس                                               | ليبينكوت ويليامز وويلكينز                                       | الإنجليزية                        | 1939–حتى الان  |
| QJM: المجلة الدولية للطب                                    | طب                                                      | مطبعة جامعة أكسفورد                                             | الإنجليزية                        | 1907–حتى الان  |
| الأشعة                                                      | علم الأشعة                                              | جمعية الطب الإشعاعي لأمريكا الشمالية                            | الإنجليزية                        | 1923–حتى الان  |
| مجلة رامبام موسى بن ميمون الطبية                            | طب                                                      | حرم رامبام للرعاية الصحية                                       | الإنجليزية                        | 2010–حتى الان  |
| أبحاث اعادة الشباب                                          | شيخوخة                                                  | ماري آن ليبرت                                                   | الإنجليزية                        | 1998–حتى الان  |
| البحوث والعلوم الإنسانية في التعليم الطبي                   | العلوم الإنسانية الطبية                                 | مجموعة العلوم الإنسانية الطبية في الكلية الجامعية للعلوم الطبية | الإنجليزية                        | 2014–حتى الان  |
| مجلة طب الأطفال الرعاية الأولية                             | طب الأطفال                                              | Exlibris Ediciones                                              | الإنجليزية                        | 1999–حتى الان  |
| المجلة الاسكندنافية للأمراض المعدية                         | الأمراض المعدية                                         | انفورما للرعاية الصحية                                          | الإنجليزية                        | 1969–حتى الان  |
| المجلة الاسكندنافية للعلاج المهني                           | علاج بالممارسة                                          | انفورما للرعاية الصحية                                          | الإنجليزية                        | 1993–حتى الان  |
| المجلة الاسكندنافية للجراحة                                 | جراحة                                                   | منشورات SAGE                                                    | الإنجليزية                        | 1919–حتى الان  |
| ساينتيا فارماسيوتيكا                                        | علم الادوية                                             | الجمعية الصيدلانية النمساوية                                    | الإنجليزية، الألمانية             | 1930–حتى الان  |
| ندوات في طب وجراحة العيون                                   | طب العيون                                               | تايلور وفرانسيس                                                 | الإنجليزية                        | 1986–حتى الان  |
| العمود الفقري                                               | طب العظام                                               | ليبينكوت ويليامز وويلكينز                                       | الإنجليزية                        | 1976–حتى الان  |
| الإحصاء في الطب                                             | إحصائيات                                                | جون وايلي وأولاده                                               | الإنجليزية                        | 1982–حتى الان  |
| ضربة                                                        | طب القلب                                                | ليبينكوت ويليامز وويلكينز                                       | الإنجليزية                        | 1970–حتى الان  |
| التنظير الجراحي                                             | جراحة                                                   | شبغنكا                                                          | الإنجليزية                        | 1986–حتى الان  |
| نشرة الطب الوقائي TAF                                       | الطب الوقائي                                            | أكاديمية جولهان الطبية العسكرية                                 | الإنجليزية                        | 2001–حتى الان  |
| لمجلة الطبية بجامعة طهران                                   | طب                                                      | جامعة طهران                                                     | الإنجليزية                        | 1943–حتى الان  |
| معاملات الجمعية الملكية لطب المناطق الحارة و الصحه          | الصحة العالمية                                          | مطبعة جامعة أكسفورد                                             | الإنجليزية                        | 1908–حتى الان  |
| الاتجاهات في الطب الجزيئي                                   | طب                                                      | إلسفير                                                          | الإنجليزية                        | 1995–حتى الان  |
| قضايا صحة المرأة                                            | صحة المرأة                                              | إلسفير                                                          | الإنجليزية                        | 1990–حتى الان  |
| صحة                                                         | علمي شعبي; الطب والصحه                                  | صحة                                                             | الروسية                           | 1955–حتى الان  |

## المجلات حسب التخصص

### علوم المسنين وامراض الشيخوخة
- مجلة النيل لعلوم المسنينNILES journal for Geriatric and Gerontology i

### الحساسية
- الحساسية
- مجلة الربو

### التخدير
- اكتا انيسثيسيولوجيكا للدول الاسكندنافية
- تخدير
- التخدير والتسكين
- حوليات تخدير القلب
- المجلة البريطانية للتخدير
- المجلة السريرية للألم
- الرأي الحالي في علم التخدير
- المجلة الأوروبية للتخدير
- المجلة الكورية للتخدير
- الألم
- ممارسة التخدير و الإنعاش
- ندوات في تخدير القلب والصدر والأوعية الدموية

### الحنك المشقوق والشذوذ القحفي الوجهي=
مجلة شق الحنك القحفي الوجهي

### طب الأسنان
قائمة مجلات طب الأسنان

### العلوم الصيدلانية
- مراجعات متقدمة لتوصيل الأدوية
- اقتصاديات الصحة
- المجلة الدولية للعلوم الطبية
- المجلة الدولية للمستحضرات الصيدلانية
- مجلة الإصدار المراقب

### علم الأدوية
- علم الصيدلة الغذائية والمداواة
- حوليات العلاج الدوائي
- علم الصيدلة السريرية: التطورات والتطبيقات
- الصيدلة السريرية والمداواة
- رأي الخبراء في توصيل الأدوية
- رأي الخبراء في اكتشاف الأدوية
- رأي الخبراء في استقلاب الأدوية وعلم السموم
- رأي الخبراء في سلامة الأدوية
- رأي الخبراء في الأدوية الناشئة
- رأي الخبراء في الادوية المتحقق منها
- رأي الخبراء في العلاج الدوائي
- المجلة الهندية لعلم الأدوية
- الرسالة الطبية الخاصة بالأدوية والمداواة
- ساينتيا فارماسيوتيكا

### الجراحة التجميلية
حوليات جراحة التجميل

### الطب النفسي
- المجلة الأمريكية للطب النفسي
- سجلات الطب النفسي العام
- الطب النفسي الحيوي
- المجلة البريطانية للطب النفسي
- مجلة الطب النفسي السريري
- مجلة علم الادوية النفسية
- الطب النفسي الجزيئي
- علم الادوية النفسية والعصبية
- مجلة الإنفصام الشخصي
- بحث الانفصام الشخصي

### علم السموم
- مجلة علم السموم التطبيقي
- علم السموم
- علم السموم والصحة الصناعية
- علم أمراض السموم
- علم السموم التنظيمي وعلم الأدوية

## المجلات الطبية البائدة
- مجلة تنمية الموارد البشرية
- الصحافة الطبية والتعميم
- عالم الطب
- الزويست